# NGC 7003
NGC 7003 is een spiraalvormig sterrenstelsel in het sterrenbeeld Dolfijn. Het hemelobject werd op 26 augustus 1864 ontdekt door de Duits-Deense astronoom Heinrich Louis d'Arrest.

## Synoniemen
- UGC 11662
- MCG 3-53-8
- ZWG 448.27
- IRAS 20584+1736
- PGC 65887